# Spacelab

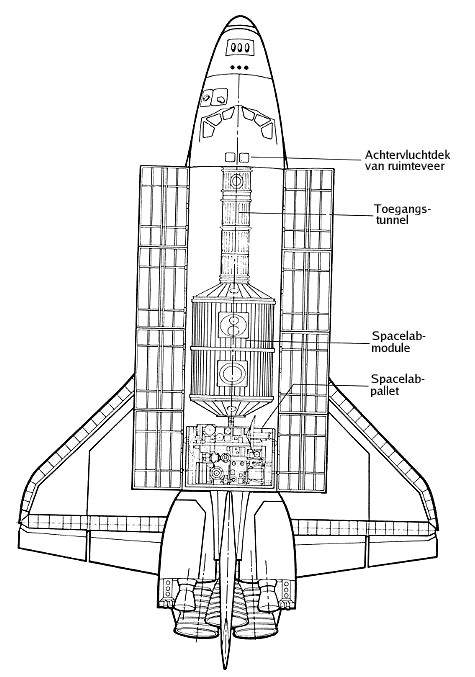
Schematische weergave van Spacelab

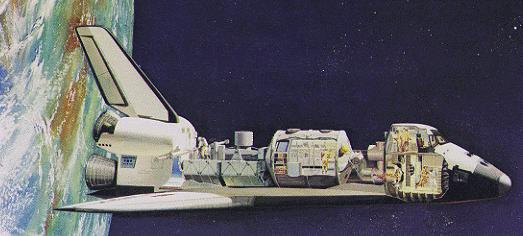
Opengewerkt model van Spacelab in de Spaceshuttle

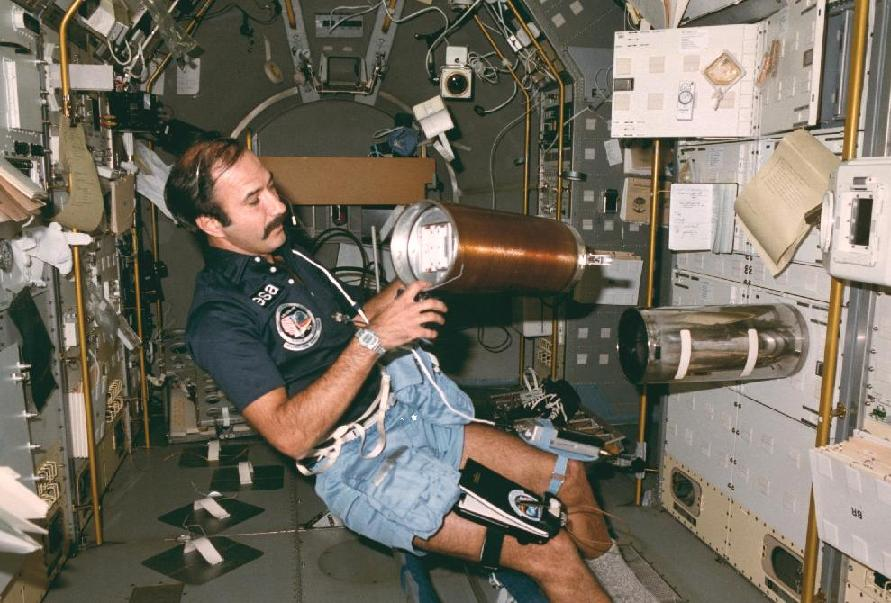
Wubbo Ockels in Spacelab tijdens zijn vlucht in 1985

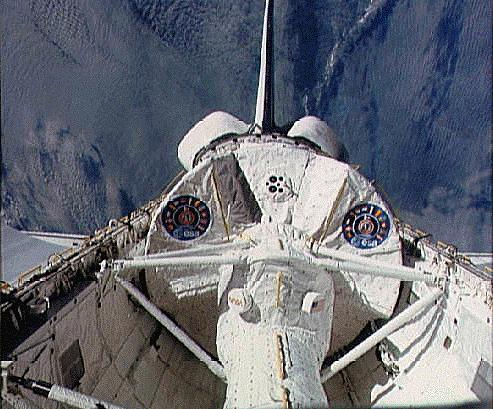
Spacelab in Spaceshuttle Columbia

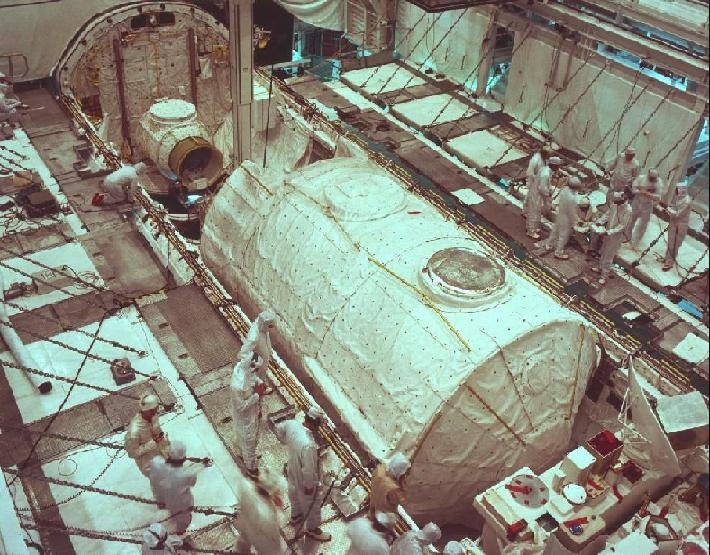
Spacelab tijdens plaatsing in de Spaceshuttle

Spacelab is een gecombineerd ruimtevaartprogramma van de ESA en NASA voor wetenschappelijk onderzoek in de ruimte. Spacelab 1 (LM1) werd gebouwd in opdracht van de ESA en op 28 november 1983 aan boord van de spaceshuttle Columbia van NASA voor het eerst in een baan om de aarde gebracht.
Het 'laboratorium' heeft een buitendiameter van 4,06 meter. Elk segment heeft een lengte van 2,7 meter. Meestal werden twee segmenten gekoppeld met een totale lengte van 5,4 meter.
Spacelab 2 (LM2) werd gefinancierd door NASA zelf voor eigen gebruik. Onder de naam Spacelab valt in het algemeen ook de 'palette' voor onderzoek in vacuüm van de ruimte. De palette is een platform waarop instrumenten kunnen worden gemonteerd die dan vanuit de Spaceshuttle of het Spacelab kunnen worden bediend.  
In april 1985 maakte Lodewijk van den Berg, van origine Nederlander, een missie met de spaceshuttle Challenger en LM1. Wubbo Ockels volgde hem in oktober 1985 eveneens met de later verongelukte Challenger en LM2.
In 1998 werd Spacelab buiten gebruik gesteld omdat Spacehab, een module aan het ISS, Spacelab zou vervangen. In 2002 is de palette echter opnieuw in gebruik genomen. 
In totaal zijn er 25 missies uitgevoerd onder de noemer Spacelab waarbij LM1 of LM2 in combinatie met de palette of alleen de palette in een Space Shuttle in een baan om de aarde werd gebracht.

## Spacelabmissies
- Columbia - 12 missies; 8 LM1; 3 LM2; 1 Palette
- Endeavour - 5 missies; 1 LM2; 4 Palette
- Atlantis - 3 missies; 1 LM2; 2 Palette
- Challenger - 3 missies; 1 LM1; 1 LM2; 1 Palette
- Discovery - 2 missies; 1 LM2; 1 Palette